# قلب ارغوانی (گیاه)
قلب ارغوانی، برگ بیدی عنابی، برگ بیدی ارغوانی یا ترادسکانتیا پالیدا (نام علمی: Tradescantia pallida) نام یک گونه از سرده ترادسکانتیا است. یکی از گیاهان گلدار خانواده برگ بیدی بوده و علت این نامگذاری به‌خاطر برگ‌های ارغوانی رنگش است. این گیاه بومی مکزیک، و از خانواده برگ‌بیدیان است. این گروه از گیاهان دارای گونه‌های متعدد است و بیشتر آنها را برای تزئین طاقچه گلخانه‌ها و پشت پنجره‌ها و بالکن‌های سرپوشیده نگهداری می‌کنند.
رشد قلب ارغوانی بسیار سریع است و به راحتی قابل تکثیر می‌باشد و در فصل بهار و تابستان در فضای آزاد، یا پشت پنجره با نور زیاد به خوبی پرورش می‌یابد. گیاهان این گروه دارای ساقه‌های رونده و برگ‌های بیضی شکل و نوک تیز با رنگ‌های متنوع هستند و برای پرورش در سبدها و گلدان‌های آویز بسیار مناسب هستند.
بسیاری از برگ بیدی‌ها گل‌های سفید یا سوسنی و شیری رنگی می‌دهند. رنگ گلهای برگ بید ارغوانی، بنفش کمرنگ است. گل‌های آنها بیشتر در اواخر فصل تابستان ظهور می‌کند اما در مناطق معتدل گرم، در اواخر بهار گل می‌دهند.
قلب ارغوانی یا همان برگ بیدی بنفش نسبت به سایه تاحدودی مقاوم است اما به محیط روشن با نور غیرمستقیم احتیاج دارد. در صورت قرار گرفتن در نور خیلی شدید و گرمای زیاد، روی برگ‌ها لک‌های قهوه‌ای پیدا شده و می‌سوزد.
در صورت کمبود نور هم برگ‌ها رنگ بنفش شان را از دست می‌دهند و به رنگ سبز متمایل می‌شوند. همچنین فاصله برگ‌ها از هم زیاد شده و اندازه برگها کوچک می‌شود و به اصطلاح گیاه رشد علفی پیدا می‌کند. گلدهی این گیاه مستلزم داشتن نور کافی است.

## توضیحات
برگ بیدی ترادسکانتیا گیاه چند ساله و علفی است. عادت رشد نامنظمی دارد و بوته‌هایش به حدود ۱ فوت (۳۰ سانتیمتر) می‌رسند. این گیاه به صورت قدی بالا می‌رود اما به‌طور قابل‌توجهی به صورت گسترده‌تر گسترش می‌یابد: ساقه‌ها ممکن است تا ۱۸ اینچ (۴۶ سانتیمتر) یا بیشتر امتداد داشته باشند. نمونه‌های وحشی به رنگ خاکستری-سبز-ارغوانی با ظاهری رنگ‌پریده هستند.

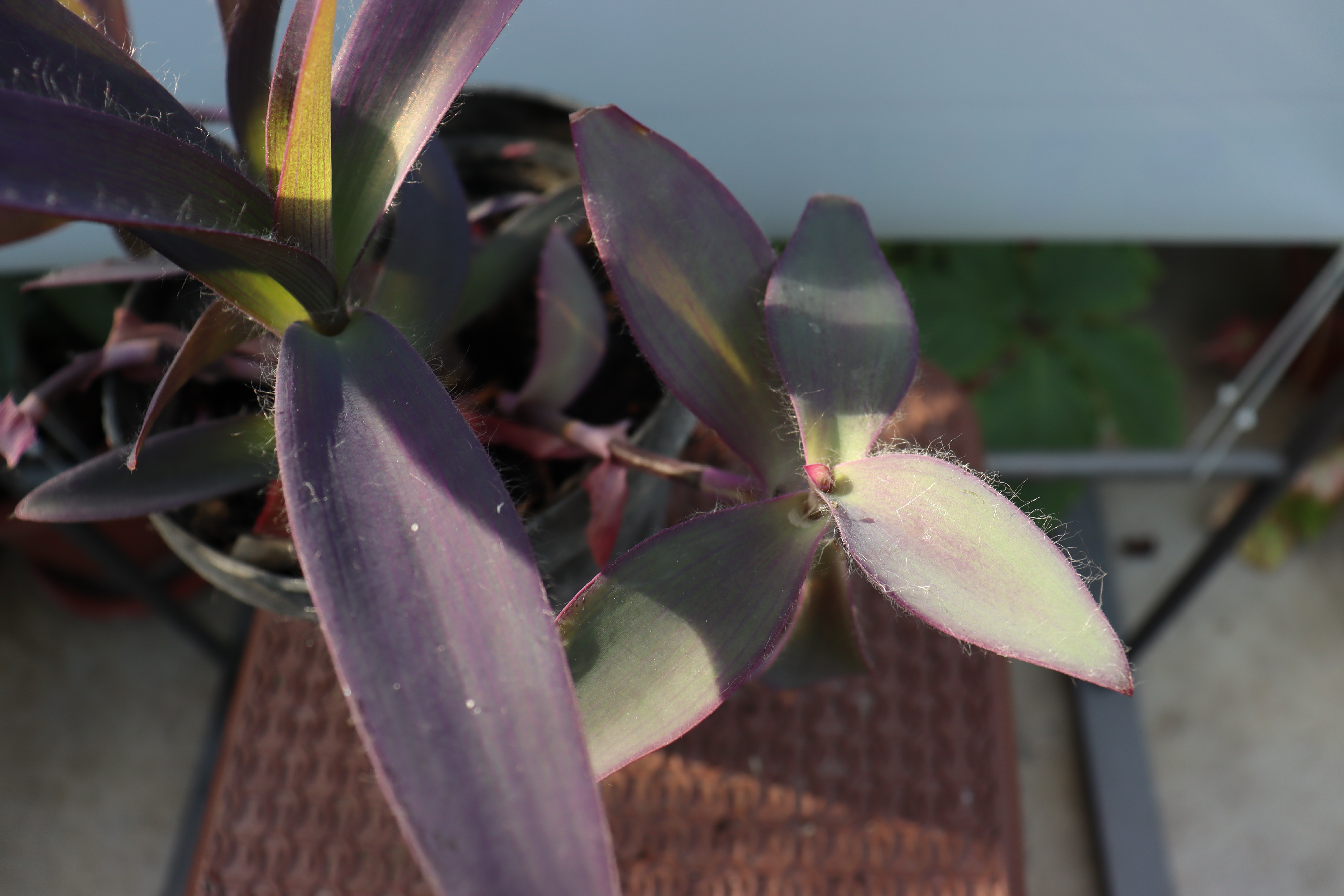
گل‌برگ بیدی ارغوانی

برگ‌های گوشتی و کرک‌دار آن به صورت طولی، باریک-مستطیلی و V شکل و تا ۷ اینچ (۱۸۰ میلیمتر) رشد می‌کنند. غلافی در اطراف ساقه‌های گوشتی تشکیل می‌دهند که به راحتی می‌شکنند. در انتهای ساقه‌ها، گیاهان گل‌های نسبتاً نامحسوسی تولید می‌کنند. گل‌ها سه گلبرگی هستند. گلدهی از اواسط تابستان تا پاییز بیشترین فراوانی را دارد و در سایر مواقع سال به صورت پراکنده گلدهی دارد. گل‌ها فقط صبح‌ها باز می‌شوند. این گیاهان همیشه سبز هستند، اما در مناطق سردتر در زمستان برگ‌ریزی می‌کنند و در بهار از ریشه دوباره جوانه می‌زنند.

## پراکندگی و زیستگاه
این گیاه در امتداد ساحل خلیج مکزیک یافت می‌شود. پراکندگی گونه آن از تامائولیپاس تا یوکاتان امتداد دارد. این گونه در یک جنگل‌های پهن‌برگ خشک حاره‌ای و جنب‌حاره‌ای، در میان سنگ‌های آهکی کنار جاده و روی رخنمون‌های سنگ آهک جمع‌آوری شده رشد می‌کند.

## موارد استفاده

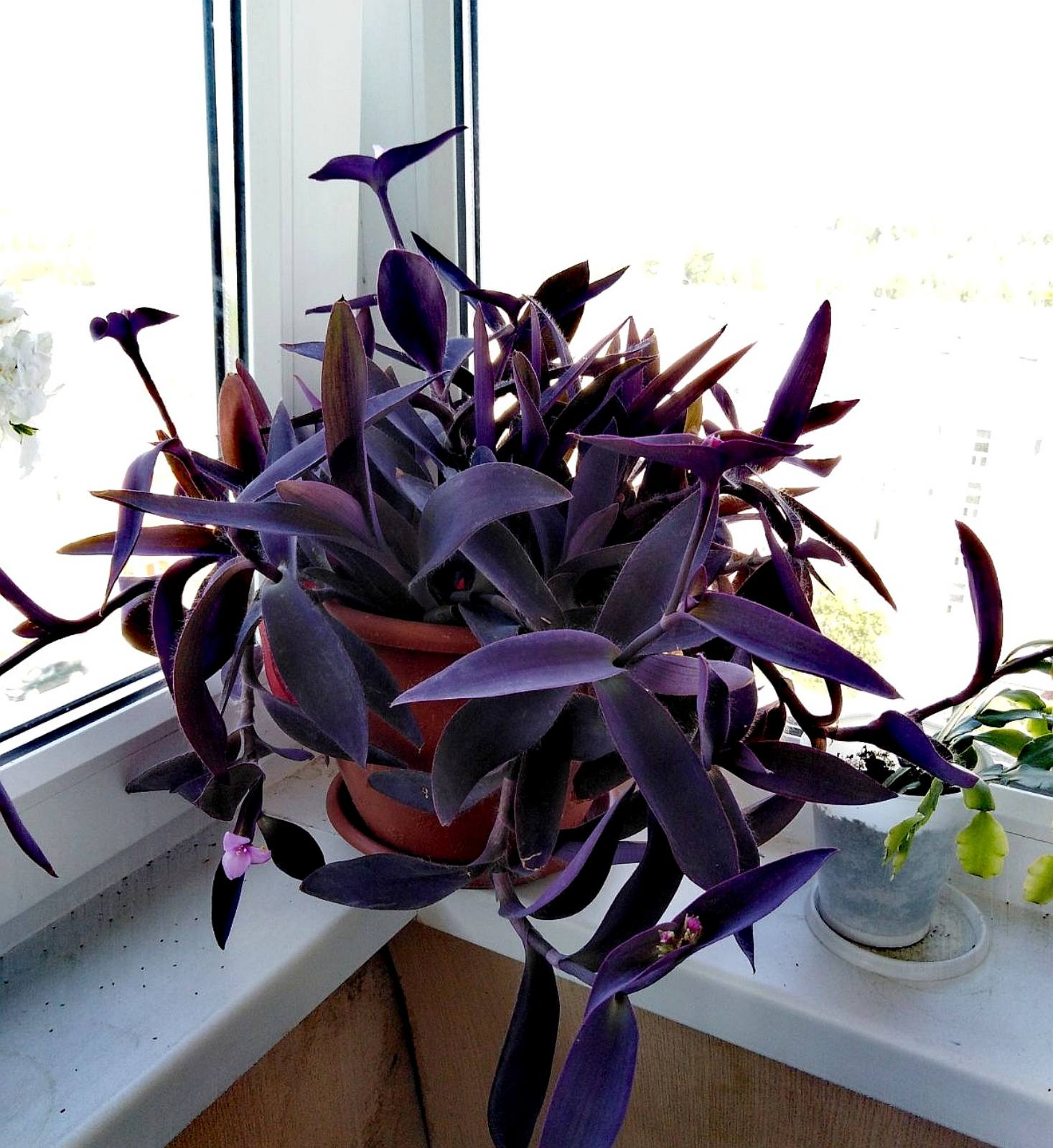
به عنوان یک گیاه آپارتمانی

به دلیل شاخ و برگ جذابش به عنوان یک گیاه زینتی کشت می‌شود. فقط این رقم گیاه که دارای برگ‌ها و ساقه‌های بنفش-بنفش است، به صورت تجاری کشت می‌شود. قلب ارغوانی جایزه گاردن مریت و انجمن سلطنتی باغبانی را دریافت کرده است.
قلب ارغوانی یک گیاه پوششی محبوب در مناطق گرمسیری و نیمه گرمسیری است. در آب و هوای معتدل، به‌طور سنتی به عنوان گیاه آپارتمانی مورد استفاده قرار می‌گیرد.
همچنین برای سبدهای آویز، حاشیه‌های جلویی خانه‌ها و باغ‌های صخره‌ای مناسب است.
از آنجا که این گیاه حاوی آنتوسیانین است، از برگ‌های آن به عنوان رنگ‌های خوراکی و مواد نگهدارنده استفاده می‌شود.

## نگارخانه

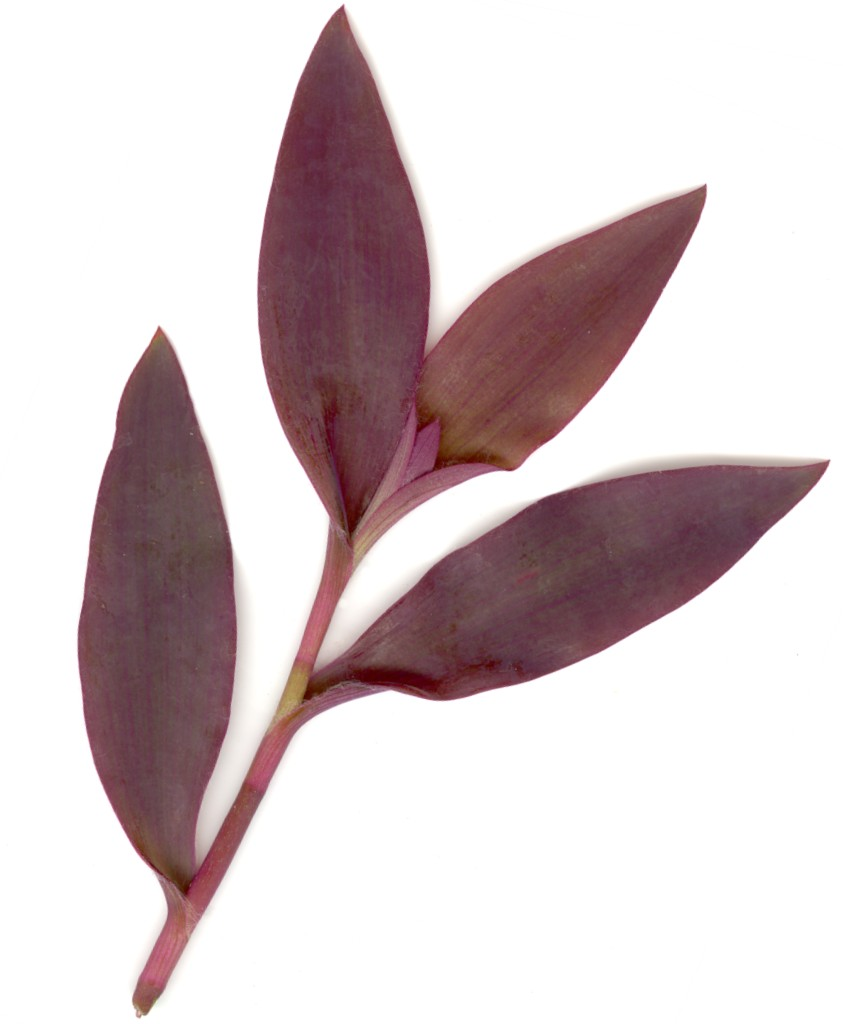
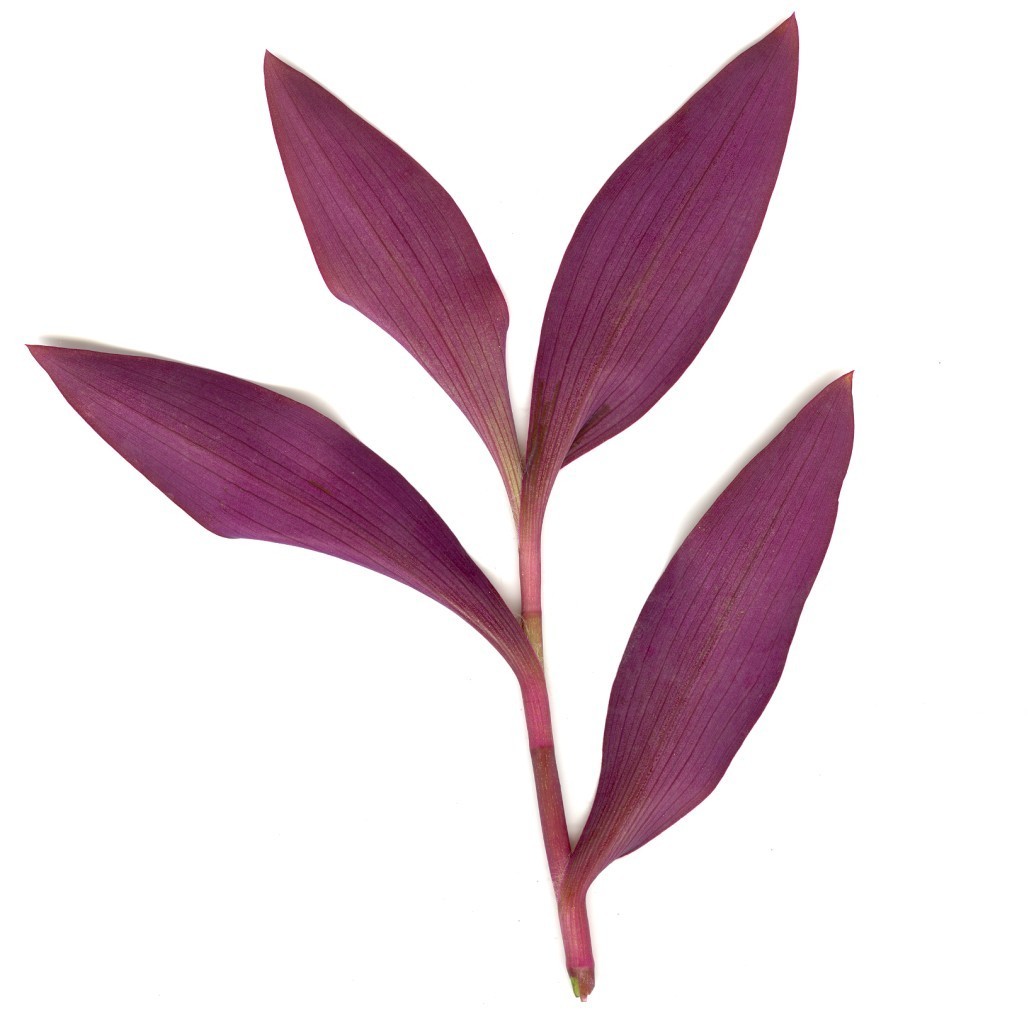
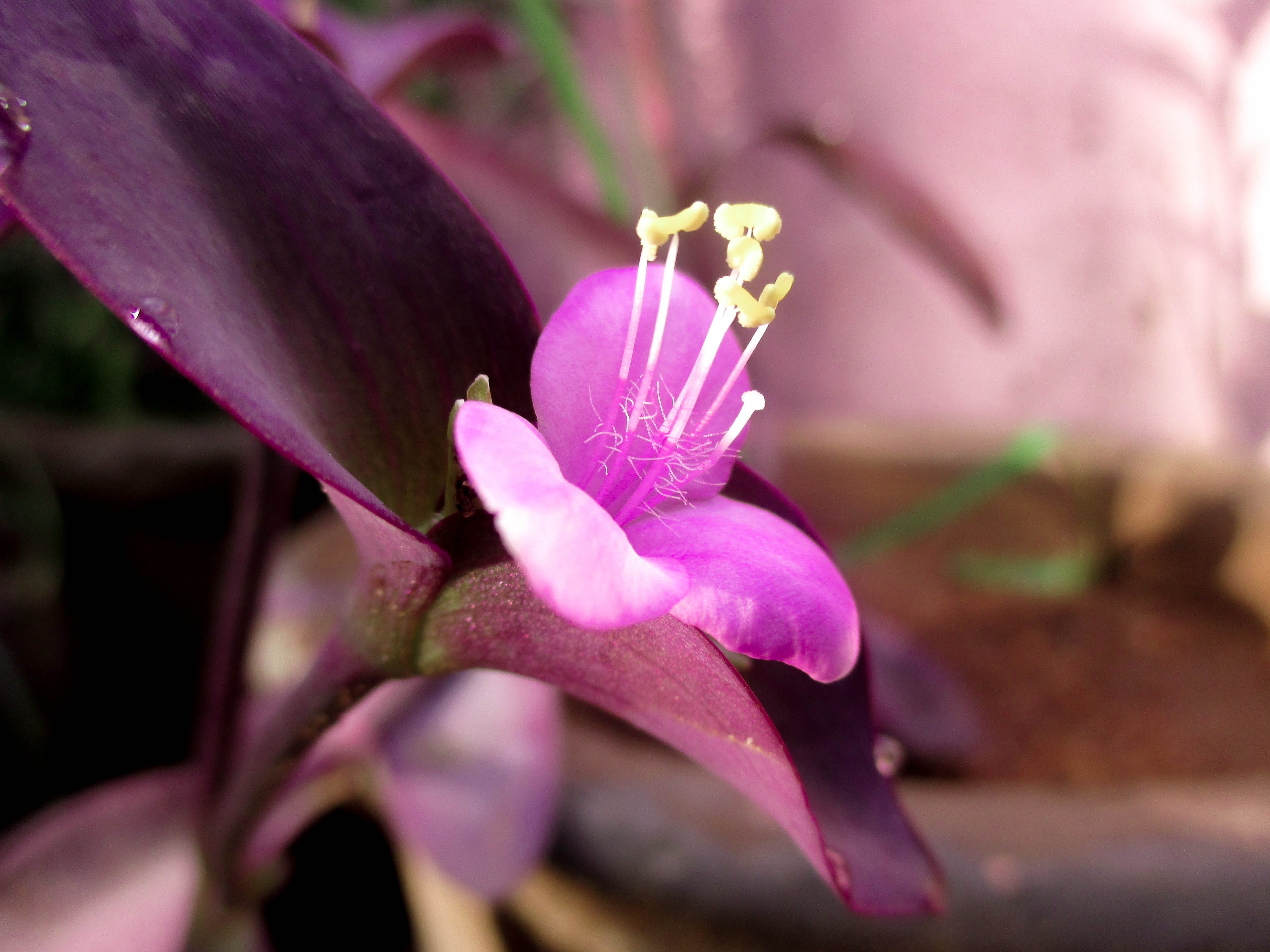